# São José de Fruteiras
São José de Fruteiras é um distrito do município de Vargem Alta, no Espírito Santo. O distrito possui  cerca de 3 600 habitantes e está situado na região norte do município.